# 亚洲与太平洋地区信息学奥林匹克竞赛
亚洲与太平洋地区信息学奥林匹克竞赛（英語：Asia-Pacific Informatics Olympiad，縮寫：APIO），是一个面向亚洲以及环太平洋地区的，与国际信息学奥林匹克相似的信息学科竞赛。

## 竞赛规则
主办方并不提供比赛场地，仅负责提供比赛试题、提供线上测评环境以及赛事的组织、评奖工作。每个参赛团必须明确指定一个或多个竞赛场地，所有选手必须在指定的竞赛场地参赛并全程接受参赛团组织的监督。
主办方提供一定长度的比赛开放时间（通常为2天），在开放时间内，各国可选取任意连续的5个小时供选手参与竞赛，竞赛期间选手需解答3道试题。
每名参赛选手的各题得分之和即为总得分。获得金、银、铜牌人数分别约占总人数的10%、20%和30%。

## 历届比赛概况
| 年份 | 主办国     | 比赛日期     | 网站链接                    |
| ---- | ---------- | ------------ | --------------------------- |
| 2007 | 澳大利亚   | 5月12日      |                             |
| 2008 | 泰国       | 5月10日      | 网站                        |
| 2009 | 印度       | 5月9日       | 网站（页面存档备份，存于）  |
| 2010 | 中国       | 5月8日       | 网站（页面存档备份，存于）  |
| 2011 | 伊朗       | 5月7日       | 网站（页面存档备份，存于）  |
| 2012 | 日本       | 5月12日      | 网站（页面存档备份，存于）  |
| 2013 | 新加坡     | 5月11日      | 网站                        |
| 2014 | 哈萨克斯坦 | 5月3日-4日   | 网站                        |
| 2015 | 印度尼西亚 | 5月9日-10日  | 网站                        |
| 2016 | 韩国       | 5月7日-8日   | 网站                        |
| 2017 | 澳大利亚   | 5月13日-14日 | 网站                        |
| 2018 | 俄罗斯     | 5月12日-13日 | 网站（页面存档备份，存于）  |
| 2019 | 俄罗斯     | 5月18日-19日 | 网站（页面存档备份，存于）  |
| 2020 | 印度尼西亚 | 8月14日-21日 | 网站 （页面存档备份，存于） |
| 2021 | 印度尼西亚 | 5月19日-23日 | 网站 （页面存档备份，存于） |
| 2022 | 埃及       | 5月26日-30日 | 网站 （页面存档备份，存于） |

## 中国区历届比赛概况
APIO中国区由中国计算机学会主办。
| 年份 | 承办单位                              | 比赛日期     |
| ---- | ------------------------------------- | ------------ |
| 2007 | 中国人民大学                          | 5月12日      |
| 2008 | 东北大学                              | 5月10日      |
| 2009 | 天津大学                              | 5月9日       |
| 2010 | 北京航空航天大学                      | 5月8日       |
| 2011 | 中国人民大学                          | 5月7日       |
| 2012 | 清华大学                              | 5月12日      |
| 2013 | 北京大学                              | 5月11日      |
| 2014 | 北京航空航天大学                      | 5月3日       |
| 2015 | 中国人民大学                          | 5月9日       |
| 2016 | 北京市第八十中学                      | 5月7日       |
| 2017 | 北京市第八十中学                      | 5月8日       |
| 2018 | 北京市第八十中学 首都师范大学附属中学 | 5月12日      |
| 2019 | 首都师范大学附属中学                  | 5月18日      |
| 2020 | 无*                                   | 8月15日      |
| 2021 | 无*                                   | 5月19日-23日 |
| 2022 | 南京外国语学校*                       | 5月26日-30日 |

- 由于2019冠状病毒病疫情，2020、2021年APIO中国区不设线下考场，2022年APIO中国区同时设线下和线上考场。